# Star Trek: Deep Space Nine - Crossroads of Time
Star Trek: Deep Space Nine - Crossroads of Time est un jeu vidéo d'action et d'aventure sorti en 1995 sur Mega Drive et Super Nintendo. Le jeu a été développé par Novotrade et édité par Virgin Interactive. Il est basé sur la série télévisée Star Trek: Deep Space Nine.

## Accueil
- GamePro : 3/5[1]